# 546049 Zhujin
546049 Zhujin è un asteroide della fascia principale. Scoperto nel 2011, presenta un'orbita caratterizzata da un semiasse maggiore pari a 2,3352397 au e da un'eccentricità di 0,1218391, inclinata di 5,48527° rispetto all'eclittica.
L'asteroide è dedicato all'astronomo cinese Jin Zhu.